# Lasse Stefanz stora julparty
Lasse Stefanz stora julparty är ett studioalbum med Lasse Stefanz. Det utgavs den 4 december 2013, och lyckades med att toppa den svenska albumlistan.
Trots att albumnamnet innehåller ordet jul så innehåller inte albumet några julsånger utan dansbandslåtar. I en recension av julalbum i Expressen fick albumet betyg tre och låten "Varje ensam natt" ansågs var den bästa. I en recension av Örnsköldsviks Allehanda gavs albumet betyg två av fem och de ansåg att det var en för stor blandning på tempot i låtarna och att låtarna är countrylåtar som gjorts om för svenska dansbanor.

## Låtlista
1. Coca-cola och en hot burrito
2. Socker och salt
3. Varje ensam natt
4. Du vän i mitt liv
5. En man i ditt liv
6. Smokey places
7. Önska att det vore så
8. BeBop Cat
9. Dela min dröm med mig
10. Vagabond
11. Helen
12. Min rosa Cadillac
13. Är det så här det ska bli
14. A-11

## Listplaceringar
| Lista (2013) | Topplacering |
| ------------ | ------------ |
| Sverige      | 1            |

### Fotnoter
1. ↑  ”Trouble Boys”. Cdon. 26 februari 2013. http://cdon.se/musik/lasse_stefanz/lasse_stefanz_stora_julparty-25625788. Läst 21 december 2013.
2. 1 2  ”Lasse Stefanz stora julpaty”. Warner Music Sweden. 26 februari 2013. http://swedishcharts.com/showitem.asp?interpret=Lasse+Stefanz&titel=Lasse+Stefanz+stora+julparty&cat=a. Läst 21 december 2013.
3. ↑  http://www.expressen.se/noje/sa-bra-och-daliga-ar-arets-julskivor/
4. ↑  "http://allehanda.se/noje/skivor/1.6563100-trogna-fans-blir-inte-besvikna Arkiverad 24 december 2013 hämtat från the Wayback Machine.